# Norges damlandslag i vattenpolo
Norges damlandslag i vattenpolo representerar Norge i vattenpolo på damsidan. Laget slutade sjua vid VM-turneringen 1986.

### Fotnoter
1. ↑  Todor Krastev (16 mars 1986). ”Women Water Polo World Championship 1986 Madrid (ESP) - 14-22.08 Winner Australia” (på engelska). Sport Statistics. Arkiverad från originalet den 15 juli 2015. https://web.archive.org/web/20150715221535/http://www.todor66.com/Water_Polo/World/Women_1986.html. Läst 5 oktober 2015.